# Magangué
Magangué là một khu tự quản thuộc tỉnh Bolívar, Colombia. Thủ phủ của khu tự quản Magangué đóng tại Magangué Khu tự quản Magangué có diện tích 1100 ki lô mét vuông. Đến thời điểm ngày 28 tháng 5 năm 2005, khu tự quản Magangué có dân số 102155 người.